# Жалнин, Виталий Николаевич
Виталий Николаевич Жалнин (12 апреля 1925 — 20 мая 2000) — стрелок-радист, гвардии сержант, Герой России (1996). 
Участник Великой Отечественной войны с октября 1943 г. Воевал в составе ВВС Черноморского (47-й штурмовой авиаполк и 8-го гвардейский штурмовой авиаполк) и Балтийского (7-й гвардейский штурмовой авиаполк) флотов. Совершил (в составе экипажа) 102 боевых вылета, в ходе которых потоплено и повреждено в общей сложности 39 судов противника, сбито 5 самолётов, а также уничтожена другая техника и войска противника. Спас Героя Советского Союза А. Е. Гургенидзе, командира экипажа. Представлялся к званию Героя Советского Союза. В 1996 удостоен звания Героя Российской Федерации.

### Награды
- Орден Красного Знамени
- Два ордена Отечественной войны II степени
- Орден Красной Звезды
- Медали

### Семья
Отец Жалнин, Николай Петрович, мать Александра Кузьминична. Брат Валериан (1921–1944) – погиб в бою во время Великой Отечественной войны.